# Su Zong
Suzong o Li Heng, Emperador de China (711-762).

## Historia
Emperador chino de la dinastía Tang, nacido en el año 711 con el nombre de Li Yu y fallecido en 762, que ascendió al trono imperial en el año 756 sucediendo en el mismo a su padre, el emperador Xuanzong. El reinado de Suzong estuvo marcado por el comienzo de la importante Rebelión de An Lushan (755-762), acontecimiento que asoló el Imperio chino durante una década y significó, a juicio de los historiadores, el inicio del ocaso de la dinastía Tang.
Nombrado príncipe heredero en el año 738, Suzong creció en una Corte dominada por la influyente figura de su madre, la consorte Yang Guifei. Su ascenso al trono estuvo determinado por los convulsos acontecimientos internos del Imperio: tras sublevarse, An Lushan conquistó las dos capitales, Luoyang y Chang'an, al mando de un gran ejército de 200.000 hombres, lo que obligó a la Corte a emprender una penosa retirada en el transcurso de la cual fue aniquilada la camarilla de Yang Guifei y el emperador fue obligado a abdicar en su heredero.
Suzong se encontró entonces como soberano de un Imperio fragmentado en cinco regiones, cada una de ellas gobernadas por un príncipe, y con gran parte del Norte y centro del territorio en manos de los rebeldes. La situación militar llegó a ser tan desesperada que el emperador hubo de recurrir a la ayuda de mercenarios turcos, uigures y tibetanos; gracias a éstos, el ejército imperial logró quebrar la resistencia de An Lushan en una gran batalla, tras la cual se reconquistó Changan (757) y posteriormente Luoyang. Sin embargo, la inestabilidad siguió siendo la nota predominante de este reinado, y en 763 fueron los propios tibetanos quienes saquearon Changan, por lo que Suzong falleció antes de poder regresar a la Corte. Fue sucedido por su primogénito Li Yu, proclamado emperador con el nombre de Daizong.
| Predecesor: Xuan Zong | Dinastía Tang 756-762 | Sucesor: Dai Zong |

- Datos: Q9749
- Multimedia: Emperor Suzong of Tang / Q9749